# Chelif
El riu Chelif (àrab: وادي الشلف, wādī ax-Xlif; en català Xelif), a vegades esmentat com Chleff, Chlef, Cheleff, és el principal riu d'Algèria, situat al nord-oest del país. Dona nom a la regió situada a les seves ribes.
Té una llargada de 725 km. Neix a l'Atles del Tell i desaigua a la mar Mediterrània.